# 吕基亚语
呂基亞語（ Trm̃mili） 是铁器时代在安那托利亞的吕基亚地區（今土耳其西南部）的呂基亞人所使用的語言。公元前4世紀時這種語言就已經受到強烈的希臘化影響，呂基亞人已經開始給自己取希臘名字，安那托利亞希臘化後這種語言被古希臘語取代，現在早已經成為絕跡語言。“呂基亞”（古希臘語： 轉寫：Lykía）這個地名是古希臘語記載的，得名於雅典國王潘狄翁二世之子吕科斯。而呂基亞語對本地區的自稱“Trm̃mis-”，其中一種可能是源自意為“崎嶇多山的”的構擬詞“*tarmašši-”。

## 地區
呂基亞地區覆蓋的範圍包括現今土耳其西南部的安塔利亚和费特希耶兩城，尤其是費特希耶灣和安塔利亞灣之間多山的海岬。

綠色部分為呂基亞地區的大致範圍

## 分類
呂基亞語是一種印歐語，安那托利亞語族下的卢维语支系里的一種。盧維語支還包括使用楔形文字和圣书体的盧維語、卡里亞語、西代語、皮西迪亞語。 前字母形式的盧維語可以追溯到晚期青铜时代，赫梯帝國覆滅之前，大約在安那托利亞南部出現新的敘利亞-赫梯國家時期消失了，因此鐵器時代的這個語支的成員都是盧維語的本地化衍生物。
呂基亞語發現於一些較長的碑文中，學者從中分辨出了至少兩種方言：其中一種被認為是標準的呂基亞語，也稱為“呂基亞語A”（Lycian A）；另一種方言在克桑托斯碑的D面（朝向西北偏西的面）得到了證實，記為“呂基亞語B”（Lycian B）或稱“彌呂亞語”（Milyan），但現在後者也常被認為是另一種語言而不只是前者的變體。
對呂基亞文字的解讀并不完全，很多都是基於假設；其音系也不甚明了。有元音 a、e、i、u 和鼻化元音 ã ẽ，辅音中“h”發自原始印歐語的“*s”（彌呂亞語仍保留為“s”），而原始印歐語“i”前的“*kʷ”變成了“t”，這一點和古希臘語一致。

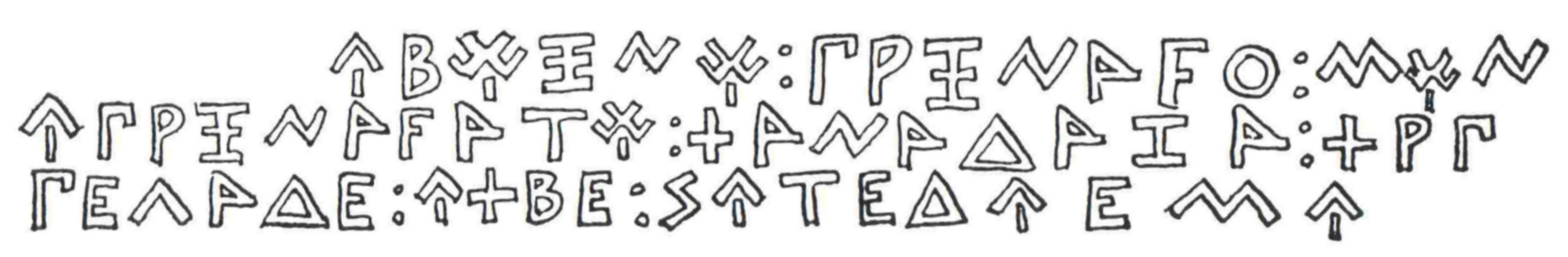
呂基亞語碑文一例。转写：ebẽñnẽ prñnawu mẽn eprñnawatẽ hanadaza hrppiladi ehbi setideime 翻譯：此建筑乃建者 Hanazada 為其妻兒（所建）

## 資料
對呂基亞語的瞭解來源於以下這些資料：
- 希臘語記錄的地名和人名；
- 從公元前5世紀末到公元前4世紀末的約172處呂基亞語碑文，[9]這些碑文可以分類成：
  - 150處石墓墓文
  - 20處功德碑文
- 製於克桑托斯的約100件鑄幣銘文，從庫普里利（Kuprili）統治時期（公元前485-440年）到伯里克勒（Pericle）統治時期（公元前380-360年）；[10]
- 勒托翁三語石碑（英语：Letoon trilingual），上面寫有呂基亞語A、古希臘語和亞拉姆語，1973年被法國考古隊發現；[11]
- 克桑托斯雙語碑（英语：Xanthian Obelisk）。克桑托斯一處墳墓的上部刻有文字，這被稱作是“克桑托斯石碑”或“克桑托斯方尖碑”。此碑上南面、東面、和部分北面刻滿了呂基亞語A；北面還刻有12行古希臘詩句；此外還有呂基亞語B主要刻在西面。總共有255行文字。

上述這些碑刻資料時間跨越約170年，從公元前500年至公元前330年。

## 另見
- 勒托翁三語石碑（英语：Letoon trilingual）
- 吕基亚
- 呂基亞字母

## 外部連結
- . 慕尼黑大学.   [2017-11-13]. （原始内容存档于2017-02-25） （英语）.
- （英文）The Lycian language
- （英文）Working group document on encoding the Lycian script（页面存档备份，存于） 通用字符集里的呂基亞字母
- （英文）呂基亞文字資料（页面存档备份，存于）